# Apiogaster opacum
Apiogaster opacum är en skalbaggsart som beskrevs av Jordan 1903. Apiogaster opacum ingår i släktet Apiogaster och familjen långhorningar. Inga underarter finns listade i Catalogue of Life.